# Sông Saint Louis
Sông Saint Louis (viết tắt là St. Louis River) là một con sông ở Hoa Kỳ thuộc tiểu bang Minnesota và Wisconsin đổ vào hồ Thượng. Đây là con sông lớn nhất (không tính Canada) đổ vào hồ Thượng, nó dài 309 km. Lưu vực của con sông rộng 9.410 km². Với vị trí ở Duluth, Minnesota và Superior, Wisconsin đã biến nó trở thành một cửa sông nước ngọt.